# Ньюелл (Західна Вірджинія)
Ньюелл (англ. Newell) — переписна місцевість (CDP) в США, в окрузі Генкок штату Західна Вірджинія. Населення — 1203 особи (2020).

## Географія
Ньюелл розташований за координатами 40°37′5″ пн. ш. 80°36′3″ зх. д. / 40.61806° пн. ш. 80.60083° зх. д. (40.617940, -80.600919).  За даними Бюро перепису населення США в 2010 році переписна місцевість мала площу 2,43 км², з яких 1,91 км² — суходіл та 0,52 км² — водойми.

## Демографія
Згідно з переписом 2010 року, у переписній місцевості мешкало 1376 осіб у 567 домогосподарствах у складі 364 родин. Густота населення становила 565 осіб/км².  Було 654 помешкання (269/км²).
Расовий склад населення:
| - 97,5 % — білих - 0,6 % — чорних або афроамериканців - 0,4 % — азіатів - 0,1 % — корінних американців |

До двох чи більше рас належало 1,1 %. Частка іспаномовних становила 1,5 % від усіх жителів.
За віковим діапазоном населення розподілялося таким чином: 24,2 % — особи молодші 18 років, 60,5 % — особи у віці 18—64 років, 15,3 % — особи у віці 65 років та старші. Медіана віку мешканця становила 39,8 року. На 100 осіб жіночої статі у переписній місцевості припадало 102,4 чоловіків;  на 100 жінок у віці від 18 років та старших — 95,0 чоловіків також старших 18 років.
Середній дохід на одне домашнє господарство  становив 38 867 доларів США (медіана — 35 424), а середній дохід на одну сім'ю — 42 541 долар (медіана — 37 433). За межею бідності перебувало 10,9 % осіб, у тому числі 11,6 % дітей у віці до 18 років та 7,7 % осіб у віці 65 років та старших.
Цивільне працевлаштоване населення становило 504 особи. Основні галузі зайнятості: виробництво — 32,1 %, мистецтво, розваги та відпочинок — 13,7 %, будівництво — 11,5 %.